# Die Entdeckung des Nordpols
Die Entdeckung des Nordpols, Untertitel: eine aviatische fantasie Reise über das nördliche Eismeer zum Nordpol (Originaltitel À la conquête du pôle) ist ein französischer Science-Fiction-Spielfilm aus dem Jahre 1912 von Georges Méliès, der besonders durch seine Trickgestaltung Aufsehen erregte. Die deutsche Fassung war nach Angaben im Vorspann einer nur schwarzweiß überlieferten Kopie koloriert. Die Handlung orientiert sich grob an Jules Vernes Roman Abenteuer des Kapitän Hatteras.

## Handlung
Im Paris der nahen Zukunft tagt unter Leitung von Ingenieur Klaps ein internationaler Kongress, der die Möglichkeit einer Reise zum Nordpol diskutiert. Durch Schautafeln werden verschiedene Möglichkeiten erwogen: auf dem Landweg, dem Seeweg oder in einem Ballon. Der Ingenieur Klaps dagegen preist seinen Aerobus, ein einflügeliges Flugzeug mit Hubschraubereigenschaften an, das aus Bronze und Aluminium konstruiert ist.
Der Kongress wird kurzfristig durch den Auftritt einer Gruppe von Suffragetten gestört, die fordern, dass auch Frauen zum Nordpol reisen sollen. Die Demonstrantinnen werden durch die Polizei aus dem Kongresssaal geführt. Der Kongress entscheidet sich für den Aerobus. Weitere Mitreisenden außer dem Franzosen Klaps sind die Delegierten:
- Run-Ever (England)
- Bluff-"Allo"-Bill (Amerika)
- Choukroutman (Deutschland)
- Cerveza (Spanien)
- Tching-Tchun (China)
- Ka-ko-ku (Japan)

Den zukünftigen Reisenden wird ein Modell des Aerobus vorgeführt, das Klaps erklärt. Der Aerobus besitzt Propeller zum Antrieb, zum Auftrieb und zur Seitensteuerung. Er wird in einer elektrischen Fabrik gebaut, seine Kabine ist einer Kutsche nachgebildet.
Die Suffragetten versuchen mit einem Aeroscaphe, einer Art Luftschlitten, zu starten, was jedoch misslingt. Dem Aerobus hingegen gelingt der Start; einer der Delegierten kommt zu spät und bleibt in Paris zurück. Ein Ballon, der ebenfalls zum Nordpol aufbricht, stürzt brennend vom Himmel. Verschiedene Automobilkonstruktionen versuchen auf dem Landweg, den Pol zu erreichen, stürzen aber nacheinander über einer zusammengebrochenen Brücke ab.
Im Aerobus spielen die Delegierten Karten. Als sie die Tierkreiszeichen passieren, sticht der Skorpion auf den Aerobus ein und bringt ihn zum Kreiseln. Nachdem die Reisenden ein Gewitter überstanden haben, machen sie in der Eislandschaft des Nordpols eine Bruchlandung; der Aerobus ist nicht mehr flugtauglich.
Bei der Erforschung des Pols taucht plötzlich ein gigantischer Schneeriese auf, von dem nur Kopf, Schultern und Arme sichtbar sind. Der Riese raucht eine Pfeife, die einer der Delegierten mit einem Gewehr entzwei schießt, woraufhin der Riese einen der Reisenden verschluckt und die anderen festhält. Einem der Gefangenen gelingt die Flucht. Er holt, offenbar aus dem Aerobus, eine Kanone und eröffnet das Feuer auf den Riesen, der den verspeisten Forscher wieder ausspeit und dann verschwindet.
Schließlich stößt die Gruppe auf die Magnetnadel des Nordpols. Die einzelnen Mitglieder werden von ihr angezogen und kleben wie Fliegen an einem Fliegenfänger. Durch die Bewegungen der Forscher bricht die Nadel ab und die Reisenden sind wieder frei. Ein Luftschiff erscheint und rettet die Gruppe. Sie hinterlässt am Nordpol eine französische und eine amerikanische Flagge. Die Siegesfeier der Expedition findet im Pariser Aeroclub statt.

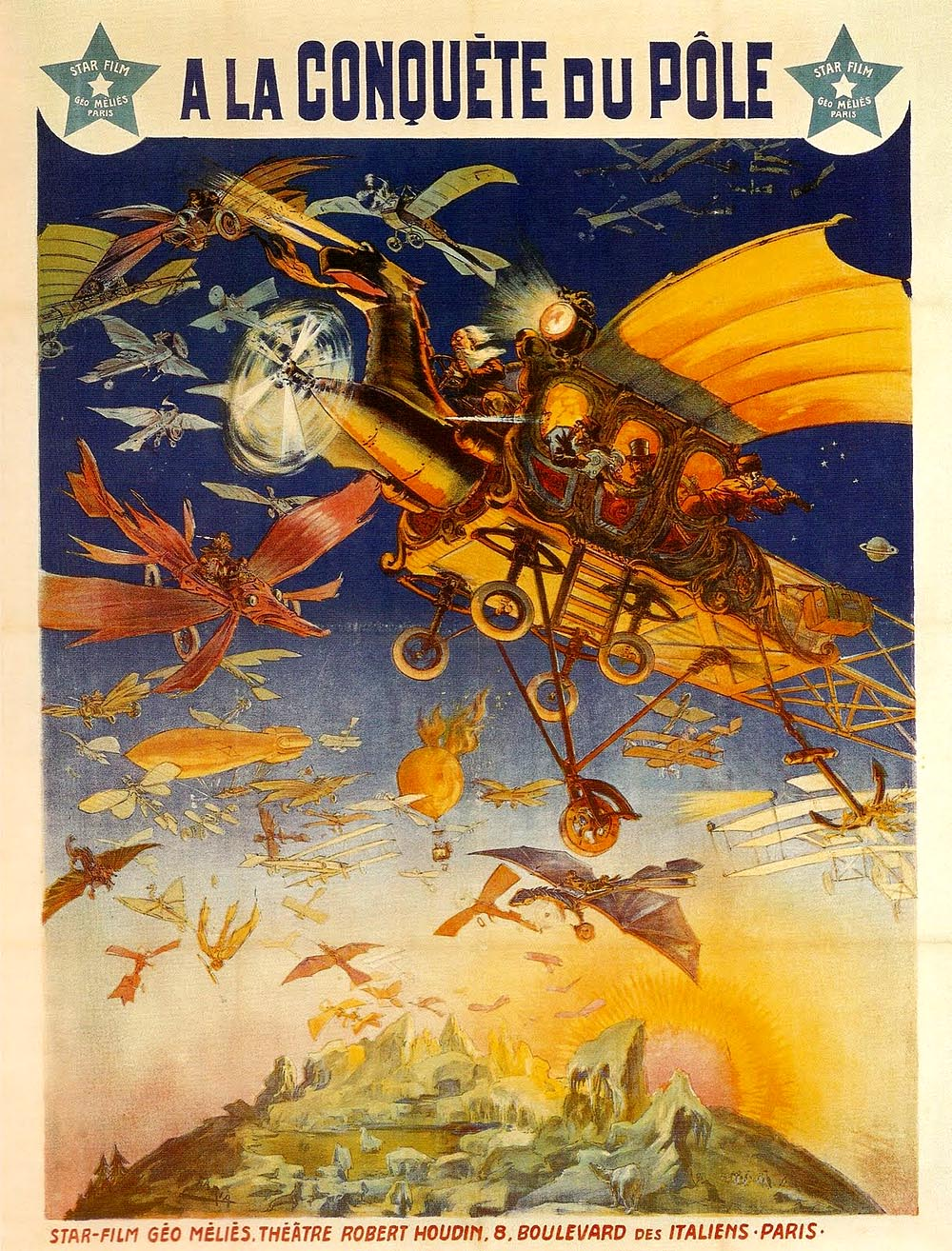
Conquete du Pole poster mit dem Aerobus

## Kritik
Ein sehr schöner und einfallsreicher Film, dessen besondere Vorzüge eine ausgewogene Struktur und eine verblüffende Konstruktion des Eisriesen sind … Trotz seiner Qualitäten wurde der Film aber kein Publikumserfolg.
Reclams Filmführer, zitiert nach Hahn/Jansen, S. 128.

## Trivia
- Die Namen der Delegierten Amerikas und Deutschlands sind Anspielungen auf Buffalo Bill und die angeblich ausgeprägte deutsche Vorliebe für Sauerkraut.
- Erstaunlicherweise gab es keine angloamerikanische Fassung.